# هانا فورستر
هانا فورستر (بالإنجليزية: Hannah Forster)‏ (22 فبراير 1991 بويغان في المملكة المتحدة - ) هي لاعبة كرة قدم بريطانية في مركز الوسط. لعبت مع Blackburn Rovers W.F.C. ‏.